# Knipolegus signatus
Knipolegus signatus là một loài chim trong họ Tyrannidae.